# Municipio de McPherson (condado de Sherman)
El municipio de McPherson (en inglés: McPherson Township) es un municipio ubicado en el condado de Sherman en el estado estadounidense de Kansas. En el año 2010 tenía una población de 41 habitantes y una densidad poblacional de 0,24 personas por km².

## Geografía
El municipio de McPherson se encuentra ubicado en las coordenadas 39°10′37″N 101°56′35″O / 39.17694, -101.94306. Según la Oficina del Censo de los Estados Unidos, el municipio tiene una superficie total de 174.42 km², de la cual 174,42 km² corresponden a tierra firme y (0 %) 0 km² es agua.

## Demografía
Según el censo de 2010, había 41 personas residiendo en el municipio de McPherson. La densidad de población era de 0,24 hab./km². De los 41 habitantes, el municipio de McPherson estaba compuesto por el 85,37 % blancos, el 14,63 % eran de otras razas. Del total de la población el 14,63 % eran hispanos o latinos de cualquier raza.